# IC 1255
IC 1255 ist eine Spiralgalaxie vom Hubble-Typ Sb im Sternbild Schlangenträger am Nordsternhimmel. Sie ist schätzungsweise 414 Millionen Lichtjahre von der Milchstraße entfernt.
Das Objekt wurde am 5. Juni 1891 von Stéphane Javelle entdeckt.